# Спектрометър
Спектрометър (спектрофотометър, спектрограф или спектроскоп) е инструмент, използван за измерване на даден спектър. Спектърът представлява функция на интензитета на излъчване/поглъщане в зависимост от дължината на вълната, енергията, честотата или – в случая на масивни частици – масата. Спектрометър е понятие, използвано за инструментите, които оперират в широк спектър от дължини на вълната – от гама и рентгенови лъчи до инфрачервения диапазон. Ако уредът е предназначен за измерване на спектъра в абсолютни, а не относителни единици, то той се нарича спектрофотометър. По-голямата част от спектрофотометрите се използват в спектралните области в близост до видимия спектър.
Поради различните техники за измерване на различни части на спектъра всеки инструмент работи в определена малка част от общия електромагнитен спектър. Това определя и използваните източници и сензори. Например спектрометър, предназначен за т.нар. подоптични честоти (тоест микровълнови и радиочестоти) използва електронни измерителни прибори и се нарича спектрален анализатор.
Спектрометрите намират приложение в много области. Например в астрономията с тях се анализират астрономически обекти и се правят изводи за химическия им състав. Ако обектът излъчва, анализът на спектралните му линии дава информация за съставните елементи – например линията H-алфа. Химическият състав може да бъде определен и чрез анализ на поглъщането на светлина (абсорбционни спектри), което се регистрира като тъмни линии в определени области на спектъра при преминаването на светлина от други обекти през газов облак. Голяма част от познанията ни за Вселената се дължи на изучаването на спектрите.